# Tubolaimoides bullatus
Tubolaimoides bullatus är en rundmaskart som först beskrevs av Timm 1961.  Tubolaimoides bullatus ingår i släktet Tubolaimoides och familjen Linhomoeidae. Inga underarter finns listade i Catalogue of Life.